# Kathedrale von Portsmouth (römisch-katholisch)

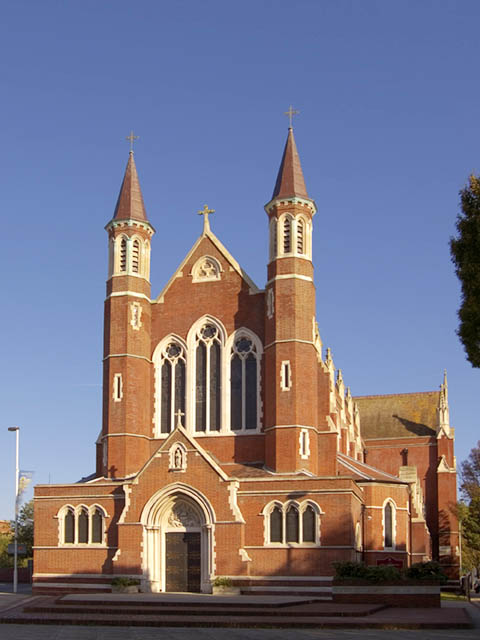
Kathedrale von Portsmouth

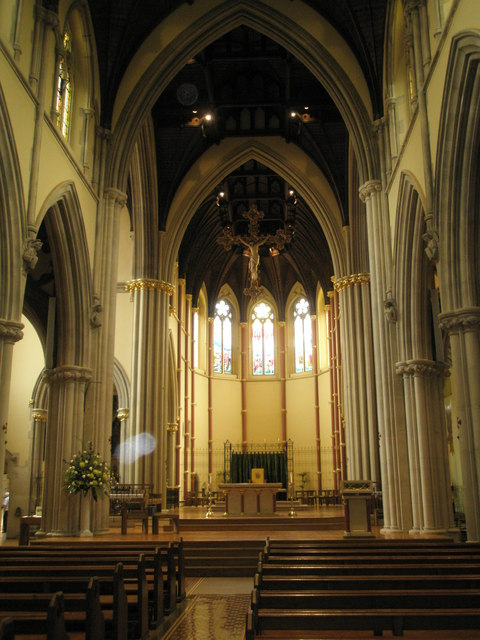
Innenraum

Die Kathedrale von Portsmouth (Cathedral Church of St John the Evangelist, Portsmouth) ist die Kathedrale des katholischen Bistums Portsmouth und ist dem heiligen Johannes dem Evangelisten geweiht. Sie ist Sitz des Bischofs von Portsmouth und wurde am 10. August 1892 eröffnet.

## Geschichte
Die Kathedrale wurde 1882 errichtet, um die schnell wachsende Gemeinschaft römisch-katholischer Christen unterbringen zu können. Sie ersetzte damals eine 1796 errichtete Kapelle, die etwa 800 Meter entfernt westlich von der heutigen Kathedrale stand.
Die Kathedrale kann architektonisch dem neugotischen Baustil des 19. Jahrhunderts zugerechnet werden, da sie eine gebogene Apsis und ein flaches Querschiff aufweist. Sie wurde ursprünglich von John Crawley mit einem hohen Turm an der südwestlichen Ecke entworfen, aber der Untergrund machte dies unmöglich. Crawley starb unmittelbar nach Baubeginn. Das Projekt wurde von seinem Partner Joseph Hansom fortgeführt, der den Entwurf veränderte. Das Gebäude wurde vorwiegend aus roten Backsteinen erbaut.
1941 wurde die Kathedrale während des Zweiten Weltkriegs stark beschädigt. Besonders die Fenster mit ihren Glasmalereien, und dabei vor allem das Fenster über dem Hochaltar, wurden durch den Bombenangriff nachhaltig zerstört und mussten repariert oder ersetzt werden. Das runde Fenster (Rosettenfenster) im südlichen Querschiff blieb als einziges erhalten.
Die Aufteilung im Innenraum der Kathedrale wurde bei mehreren Gelegenheiten verändert. So wurde der Hochaltar, der zunächst in der Apsis des Chores stand, im Jahre 1906 nach vorne gestellt und mit einem aufwändigen Baldachin versehen. In dieser Zeit wurden auch die Wände von Nathaniel Westlake mit Gemälden ausgestattet. Diese wurden in den 1970er Jahren zerstört. 1971 veranlasste Bischof Warlock eine weitere große Neuordnung, die einen Abbau des Baldachins und eine neue Konstruktion für den Altar einschloss. Dadurch konnte der Priester unmittelbar auf die Gemeinde blicken. 1982 wurde die vorherige Ordnung durch Bischof Emery wieder hergestellt. Zur Jahrhundertwende wurde von Bischof Hollis eine weitreichende Restaurierung, Neuordnung und Erweiterung der Kathedrale beschlossen.
In Portsmouth existieren zwei Kathedralen. Bei der zweiten Kathedrale handelt es sich um die Kathedrale St Thomas of Canterbury (The Cathedral Church of St Thomas of Canterbury, Portsmouth) der anglikanischen Kirche. Sie wird ebenfalls häufig als Portsmouth Cathedral bezeichnet.

## Orgel
Die Orgel wurde 2001 von der Orgelbaufirma David Wells in der Kathedrale aufgestellt. Es handelt sich dabei um ein Instrument, das von dem Orgelbauer T.C. Lewis für eine Kirche in Christ Church erbaut worden war. Das Instrument wurde restauriert und erweitert, wobei auch Registern aus der vormaligen Orgel der Orgelbaufirma Mander aus dem Jahre 1964 verwendet wurden. Die Orgel hat heute 51 Register auf drei Manualen und Pedal. Vom ersten Manual aus wird die Chororgel angespielt, die aus zwei eigenständigen Werken besteht. Die Trakturen sind elektrisch.
| I Choir Organ C–a3 |                   |    |
|                    | Section I         |    |
| 1.                 | Lieblich Gedact   | 8′ |
| 2.                 | Salicional        | 8′ |
| 3.                 | Vox Angelica      | 8′ |
| 4.                 | Flauto Traverso   | 4′ |
| 5.                 | Lieblich Flute    | 4′ |
| 6.                 | Corno di Bassetto | 8′ |
|                    |                   |    |
|                    | Section II        |    |
| 7.                 | Stopped Diapason  | 8′ |
| 8.                 | Gemshorn          | 4′ |
| 9.                 | Flageolet         | 2′ |
| 10.                | Sesquialtera II   |    |
| 11.                | Mixture II/III    |    |
|                    | Tremulant         |    |
| 12.                | Tuba              | 8′ |

| II Great Organ C–a3 |                      |       |
| 13.                 | Double Open Diapason | 16′   |
| 14.                 | Open Diapason I      | 8′    |
| 15.                 | Open Diapason II     | 8′    |
| 16.                 | Flute Harmonique     | 8′    |
| 17.                 | Principal            | 4′    |
| 18.                 | Flute Harmonique     | 4′    |
| 19.                 | Twelfth              | 2 ⁄3′ |
| 20.                 | Fifteenth            | 2′    |
| 21.                 | Mixture IV           |       |
| 22.                 | Trumpet              | 8′    |
| 23.                 | Clarion              | 4′    |

| III Swell Organ C–a3 |                |     |
| 24.                  | Bourdon        | 16′ |
| 25.                  | Open Diapason  | 8′  |
| 26.                  | Rohr Flute     | 8′  |
| 27.                  | Viola da Gamba | 8′  |
| 28.                  | Voix Celeste   | 8′  |
| 29.                  | Principal      | 4′  |
| 30.                  | Fifteenth      | 2   |
| 31.                  | Mixture III    |     |
| 32.                  | Oboe           | 8′  |
| 33.                  | Vox Humana     | 8′  |
| 34.                  | Double Trumpet | 16′ |
| 35.                  | Trumpet        | 8′  |
| 36.                  | Clarion        | 4′  |
|                      | Tremulant      |     |

| Pedal Organ C–g1 |                |     |
| 37.              | Subbass        | 32′ |
| 38.              | Open Wood      | 16′ |
| 39.              | Open Metal     | 16′ |
| 40.              | Violone        | 16′ |
| 41.              | Bourdon        | 16′ |
| 42.              | Principal      | 8′  |
| 43.              | Violoncello    | 8′  |
| 44.              | Bass Flute     | 8′  |
| 45.              | Fifteenth      | 4′  |
| 46.              | Flute          | 4′  |
| 47.              | Contra Posaune | 32′ |
| 48.              | Posaune        | 16′ |
| 49.              | Fagotto        | 16′ |
| 50.              | Trumpet        | 8′  |
| 51.              | Clarion        | 4′  |